# Guillermo del Riego
Guillermo del Riego, född den 11 september 1958, är en spansk kanotist.
Han tog OS-silver i K-2 500 meter i samband med de olympiska kanottävlingarna 1980 i Moskva.